# Galvarino Palacios González
Galvarino Palacios González (8 de septiembre de 1914) fue un político, futbolista amateur, árbitro de fútbol, dirigente deportivo y abogado chileno. Militó en el PS y el PSP. En 1933 fundó el PS en Temuco, presidente de la Comisión de Arbitraje de la Asociación Central de Football de Chile (actual ANFP) y presidente del Consejo Provincial del Colegio de Abogados de Chile.

## Vida privada
Galvarino es el único hijo de la pareja de Carlos Palacios Belmar y Aura González Martaga. Se casaría dos veces: Olga Ester Gómez, con la que tendría 3 hijos y María Angélica Alfonso Ballesteros, con la cual contraería matrimonio el 11 de febrero de 1960 en México.

## Educación
Realizaría sus estudios secundarios en el Liceo de Temuco y se titularía como abogado en la Universidad de Chile en 1939, durante ese período, en 1933 con 19 años fundaría el PS en su ciudad.

## Vida Laboral
Trabajó en la Caja de Previsión de los Ferrocarriles del Estado durante 10 años, pero renunciaría para trabajar como abogado particular en Temuco. Fue miembro del Consejo Provincial del Colegio de Abogados de Chile durante 1946 y 1952, año donde sería elegido presidente de la misma, para que en 1954 sea reelegido.

### Dirigente deportivo
Aparte de su destacada vida laboral y política, Galvarino sería dirigente deportivo. Después de su período como árbitro de fútbol sería nombrado presidente de la Comisión de Arbitraje de la antigua Asociación Central de Football de Chile.

## Deporte
Aparte, Galvarino, estaría activo en el mundo del deporte siendo futbolista amateur en las ligas inferiores, siendo capitán del 3.er equipo del "Deportivo Liceo" de Temuco, esto hasta 1956.

### Arbitraje
Sería árbitro de fútbol en los períodos de 1946 a 1955, para después ser nombrado  presidente de la Comisión de Arbitraje durante la presidencia de Juan Goñi

## Carrera política
Iniciaría en 1933 con la fundación del PS en Temuco. Más tarde, en 1948, se separaría del PS para unirse al PSP hasta 1957 donde sería nombrado senador. También sería nombrado regidor de Temuco desde 1956 hasta 1957.